# Disepalum
Disepalum là chi thực vật có hoa trong họ Annonaceae.